# Tetrafluoroborato di ferrocenio
Il tetrafluoroborato di ferrocenio è il composto organometallico di formula [Fe(C5H5)2]BF4. Questo sale è composto dal catione ferrocenio [Fe(C5H5)2]+, spesso abbreviato come Fc+, e dall'anione tetrafluoroborato BF4–. Il sale con l'anione esafluorofosfato è anche comune, e ha proprietà simili. Il sale è di colore blu scuro. Il catione ferrocenio è paramagnetico ed è piuttosto reattivo, essendo una specie a 17 elettroni.
Sali di ferrocenio sono usati come ossidanti monoelettronici; per riduzione si forma ferrocene, prodotto neutro e inerte che si può facilmente separare dai reattivi ionici. La coppia redox ferrocenio/ferrocene è spesso usata come standard in elettrochimica. In soluzione di acetonitrile in NBu4PF6 0,1 M il potenziale di riduzione della coppia Fc+/0 è +0,641 V rispetto all'elettrodo standard a idrogeno.

## Sintesi
Il prodotto è disponibile in commercio, ma può essere preparato ossidando il ferrocene, in genere con sali di ferro(III) e successiva aggiunta di acido fluoroborico. Si possono usare anche altri ossidanti come il tetrafluoroborato di nitrosile NOBF4.

## Tossicità / Indicazioni di sicurezza
Per contatto provoca gravi ustioni alla pelle e agli occhi. Per ingestione o inalazione provoca gravi ustioni alle mucose. Non ci sono evidenze di effetti cancerogeni.